# Pavetta nervosa
Pavetta nervosa är en måreväxtart som beskrevs av William Grant Craib. Pavetta nervosa ingår i släktet Pavetta och familjen måreväxter. Inga underarter finns listade i Catalogue of Life.